# NGC 6392
NGC 6392 este o galaxie spirală situată în constelația Pasărea Paradisului. A fost descoperită în 17 iunie 1835 de către John Herschel.